# Národní statistický úřad (Moldavsko)
Národní statistický úřad (rumunsky Biroul Național de Statistică, BNS), celým názvem Národní statistický úřad Moldavské republiky (rumunsky Biroul Național de Statistică al Republicii Moldova), je moldavský ústřední správní orgán, jenž jako ústřední statistický orgán řídí a koordinuje činnost v oblasti statistiky.
Při své činnosti se NBS řídí Ústavou Moldavské republiky, zákonem o oficiální statistice, dalšími právními předpisy, rozhodnutími parlamentu, dekrety prezidenta Moldavské republiky, jinými nařízeními, rozhodnutími a nařízeními vlády a mezinárodními smlouvami, jichž je Moldavská republika součástí.
NBS pracuje samostatně nebo ve spolupráci s jinými ústředními správními orgány a schvaluje metodiky statistických a výpočtových zjišťování statistických ukazatelů v souladu s mezinárodními standardy, zejména standardy Evropské unie, s pokročilou praxí jiných zemí, a také s ohledem na zvláštnosti sociálně-ekonomických podmínek Moldavské republiky organizuje podle programu statistických prací, který každoročně schvaluje vláda, statistická šetření týkající se situace a hospodářského, sociálního a demografického vývoje země, přičemž provádí práce související se sběrem, zpracováním, centralizací, uchováváním a šířením statistických údajů.
Obsah zveřejněný Národním statistickým úřadem na jeho webových stránkách může být opakovaně používán zcela nebo zčásti, v původním nebo upraveném znění, jakož i uložen ve vyhledávacím systému nebo přenášen v jakékoli formě a jakýmikoli prostředky, není-li uvedeno jinak, pod licencí Creative Commons Attribution 4.0 International License.